# أغنية منفردة رئيسية
الأغنية الرئيسية (بالإنجليزية: Lead single)‏ هي أول أغنية يتم إصدارها من ألبوم إستوديو أو موسيقار أو فرقة موسيقية، عادة قبل إصدار الألبوم نفسه.

## التحول لألبومات الأغاني الفردية
تغير ذلك في السبعينيات مع تحول صناعة الموسيقى الشعبية إلى الألبوم كمركز الربح الرئيسي. أصبحت الأغاني الفردية عبارة عن إعلانات لألبوم، وهو المفهوم الرئيسي الذي تم تعريفه كمقدمة لألبوم المقبل على الصدور. في الغالب، تظهر أغنية رئيسية قبل شهر من تاريخ إصدار الألبوم. لقد أصبح إصدار مثل هذه الأغاني، شائعًا بين الفنانين خلال القرن الحادي والعشرين.

## الترويج
غالبًا ما تكون الأغاني الرئيسية عاملاً حاسماً للمستهلكين في مناقشة حول ألبوم لم يصدر بعد، كما أن الاختيار المناسب الذي سيصدر كأغنية رئيسية يمكن أن يكون عاملاً حاسماً في نجاح الألبوم التجاري.